# Омари Тетрадзе
Омари Михайлович Тетрадзе е бивш руски футболист от грузински произход, защитник. Притежава и гръцко гражданство, служил е в гръцката армия. Има 37 мача и 1 гол за руския национален отбор.
От 2015 г. е треньор на Енисей Красноярск.

## Кариера
Започва професионалната си кариера в тима на Динамо Тбилиси. По това време обаче в тима трябва да играят само играчи с грузински имена, затова роденият като Омари Осипов футболист приема фамилията на баба си Тетрадзе. През 1990 г. преминава в тима на Мерцхали, с който играе в първия шампионат на Грузия. На следващата година Омари преминава в Динамо Москва и става основен защитник на тима.
През 1992 г. изиграва три мача за националния тим на ОНД, но не успява да спечели място в тима за Евро 1992. Вече като национал на Русия, Тетрадзе участва на Мондиал 1994, където записва 1 мач. Сборная отпада още в груповата фаза на шампионата в САЩ.
След края на световното обаче Тетрадзе изпада в немилост при треньора на Динамо Константин Бесков и е изпратен в дублиращия отбор.  През 1995 г. преминава в тима на Спартак Владикавказ и става шампион на Русия. На следващия сезон Алания завършва втора в шампионата и продължава силното си представяне.
През лятото на 1996 г. участва на европейското първенство в Англия. Там играе и в трите мача от груповата фаза и вкарва гол, но Русия отпада.
В началото на 1997 г. Тетрадзе подписва с италианския Рома. Изиграва 8 мача за римляните през втората част на сезон 1996/97 и си отбелязва автогол. Римляните завършват едва 12-и в Серия А. Тетрадзе започва следващия сезон като титуляр, но тежка контузия, получена в мач за националния отбор, го вади от строя. Бранителят не записва официален мач почти две години, губейки позициите си в клуба и Сборная. След като се възстановява от травмата си, е предложен на Удинезе, но треньорът на „зебрите“ не желае да поеме риск с играч без практика.
Впоследствие Тетрадзе преминава в гръцкия ПАОК и получава гръцки паспорт. С ПАОК Тетрадзе печели Купата на Гърция, но през 2002 г. изявява желание да се върне в Русия, за да се пребори за място в националния отбор. Омари попада в разширения списък за Мондиал 2002, но не попада в окончателния състав.
През 2002 г. е играч на Алания Владикавказ, а през 2003 г. е част от Анжи. През 2004 г. преминава в Криля Советов. Помага на тима да завоюва бронзовите медали в Премиер лигата и записва двубои в Купата на УЕФА. През 2006 г. става играещ помощник-треньор на самарския тим.
Между 2007 и 2010 г. е треньор на Анжи. Тетрадзе извежда дагестанския тим до промоция в Премиер лигата на Русия, но подава оставка преди старта на сезон 2010. От 2010 до 2011 г. е треньор на ФК Волга Нижни-Новгород, като с нижегородци също печели промоция. През 2012 г. Тетрадзе е начело на ФК Химки, а след това е треньор на казахстанския Жетису. От октомври 2015 г. бившият защитник е старши треньор на Енисей.